# James Smith McDonnell
Pour les articles homonymes, voir James McDonnell et McDonnell (homonymie).
James Smith McDonnell, né le 9 avril 1899, mort le 22 août 1980, est un pionnier américain de l'aviation et fondateur du constructeur aéronautique McDonnell Aircraft Corporation devenu plus tard McDonnell Douglas.

## Biographie
Quatrième enfant d’un famille de Little Rock (Arkansas), il sortit diplômé de l'université de Princeton et obtint un master en ingénierie aéronautique au Massachusetts Institute of Technology (MIT) de Boston.
Après avoir servi un an dans l'US Army Air Service, où il devint pilote, il commença à travailler à la Huff-Daland Airplane Company à Ogdenburg (État de New York) en tant qu’ingénieur et pilote.
En 1931, il travailla brièvement chez Great Lakes Aircraft Corporation, mais démissionna pour un poste d’ingénieur en chef à la Glenn L. Martin Company. Il travailla sur le concept du B-10/-12 aussi que sur d’autres appareils militaires destinés à l’exportation. Mais souhaitant monter au plus vite sa propre compagnie, il démissionna en 1938 et créa le 6 juillet 1939 la McDonnell Aircraft Corporation à Saint-Louis. Sa société allait se développer rapidement devenant l'un des principaux fournisseurs d'avions de chasse de l'US Army et de l'US Navy.
McDonnell croyait aux sciences occultes, depuis ses études à l’université de Princeton jusqu'à sa mort. C'est pourquoi il donna à ses avions les noms : Phantom, Demon, Gobelin, Banshee, Voodoo (fantôme, démon, gobelin, banshee et vaudou) et après la guerre, lors d’un entretien, il déclara qu’il pensait que « toutes choses inertes possèdent une sorte de conscience ou une certaine vitalité et qu’il est bon et enrichissant de les traiter comme vivantes ».
En 1950, il crée sa fondation qui financera entre autres la construction du Planétarium James S. McDonnell en 1963.
Sa société fusionna avec la Douglas Aircraft Company en 1967, donnant McDonnell Douglas. 
Plusieurs membres de sa famille jouèrent des rôles importants dans la société dont son neveu, Sanford McDonnell (né en 1922), qui en deviendra le président.
En 1979, il fit un don de 500 000 dollars à l'université Washington de Saint-Louis pour la création d'un laboratoire McDonnell de recherche parapsychique. Il voulait que l’argent soit affecté à l’étude sérieuse des phénomènes psychiques dans des conditions contrôlées.
Il est enterré au cimetière Bellefontaine de Saint-Louis.